# Dézsi Lajos
Dézsi Lajos, névváltozat: Dézsy (Debrecen, 1868. augusztus 22. – Budapest, Ferencváros, 1932. szeptember 17.) magyar irodalomtörténész, egyetemi tanár, a Magyar Tudományos Akadémia rendes tagja (1923). Kutatási területe a 16–17. századi magyar irodalom volt.

## Életpályája
Dézsy János és Pozsgay Julianna fia. Felsőfokú tanulmányokat a debreceni református teológián folytatott, ott végzett 1890-ben, majd a berlini és a budapesti egyetemen is folytatott tanulmányokat (1892–1894). Egyetemi doktorátust nyert a pesti egyetemen Bogáti Fazekas Miklósról írt tanulmányával, majd 1902-ben magántanárrá habilitálták szintén a budapesti egyetemen Magyar irodalomtörténet tárgykörből. 1906-ban egyetemi tanári kinevezést kapott a kolozsvári Ferenc József Tudományegyetemre. Ott tanított, ameddig lehetett, de a vesztes első világháború után a kolozsvári egyetem Budapestre, majd Szegedre menekült, az egyetemmel együtt a tanári kar is. Dézsi Lajos 1921-től haláláig a Magyar Irodalomtörténeti, 1929-től az I. sz. Magyar Irodalomtörténeti Tanszéket vezette a szegedi Ferenc József Tudományegyetemen. Mellette felelős egyetemi tisztségeket töltött be, 1922–1923-ban a Bölcsészettudományi Kar dékánjaként, 1928–1929-ben a szegedi egyetem rektoraként működött.
1906-ban az MTA levelező, 1923-ban rendes tagjai sorába választották be. Jelentős szerkesztői tevékenységet folytatott, a Magyar Történeti Életrajzokat, a Magyar Irodalomtörténeti Értekezéseket és a Világirodalmi lexikont (1930–1932) szerkesztette. Számos szakmai társaságban is tevékenykedett, választmányi tag volt a Magyar Irodalomtörténeti Társaságban, a Magyar Történelmi Társulatban, a Dugonics Társaságban, tagja volt a Magyar Nyelvtudományi Társaságnak, a Magyar Heraldikai és Genealógiai Társaságnak.
Dézsi Lajos 1896. április 8-án Budapesten, a Kálvin téri evangélikus-református templomban vette feleségül Dobrzyniecki Olgát. Két leányt neveltek fel: Irént (1897-1984) és Editet (1901-1965), Ernő nevű fiukat hamar elveszítették (1898-1899). Dézsi Lajost Budapesten szívinfarktusban érte a halál (a halotti bejegyzésében hasnyálmirigyrák szerepel), de szegedi lakosként a szegedi Evangélikus temetőben nyugszik.  Kézirathagyatékát az SZTE Klebelsberg Könyvtár őrzi.

## Magyar irodalomtörténeti oktatás a szegedi egyetemen a XX. században
A régi magyar irodalomtörténet oktatásának túlsúlya majdnem az 1990-es évekig meghatározó volt a szegedi egyetemen, s ez Dézsitől indult el. Dézsi kitűnően lerakta a magyar irodalomtörténet oktatásának alapjait, nem az ő hibája, hogy a következő nemzedékek ezt nem tudták meghaladni, s csak mindig toporogtak körötte. A közeli múlt vagy a kortárs irodalom megismerésének eszközeit  Sík Sándortól is csak részben (Gárdonyi, Ady, az antiszemita Prohászka Ottokár) kapták meg a hallgatók. A hallgatók, akik vágytak a XX. század és a kortárs irodalom megismerésére, nem kapták azt meg a középiskolában, arra már "nem volt idő", sok helyütt még József Attilára is alig. A közeli múlt és a kortárs irodalom megismerésére vágyó hallgató bejőve az egyetem magyar szakjára régi idők művelődéstörténeti anyagát meg egyre több nyelvészeti stúdiumot kapott, a közeli múlt és a kortárs irodalom megismeréséhez fogódzót csak Ilia Mihálytól kaphatott, ő azonban egymagában nem tudta ellensúlyozni a régi magyar irodalomtörténeti, s a nyelvészeti stúdiumok túlsúlyát.A szemléleti sokszínűséghez inkább a különböző nyelvek irodalmának megismerése, a világirodalom oktatása járult hozzá, főleg az 1990-es évektől az összehasonlító irodalomtudományi tanszékként egzisztáló komparatisztikai tanszék, melyen népszerűsítették a kortárs irodalmat és elemezték a kortárs írók műveit, persze szoros együttműködésben a nyelvi és a magyar irodalomtörténeti tanszékekkel, oktatói személyzetük is gyakran átfedést mutatott.

## Művei (válogatás)
- Bogáti Fazekas Miklós élete és költői működése. Magyar Könyvszemle, 1895.
- Szenczi Molnár Albert. Budapest, 1897. 243 p. 4 t. Online
- Magyar író és könyvnyomtató a XVII. században. Budapest, 1899. 332 p. 6 t. Online
- Az irodalomtörténet módszerei. Budapest, 1903. VIII, 108 p.
- A magyar irodalomtörténeti kutatás feladatairól. Budapest, 1904. 23 p.
- Adatok a mértékes verselés történetéhez. Budapest, 1904. 11 p.
- Balassa és Rimay Istenes énekeinek bibliographiája. Budapest, 1905. 104 p.
- Adalékok a magyarországi nyomtatványok bibliographiájához. Budapest, 1906. 27 p.
- Tinódi széphistóriája Jasonról. Akadémiai Értesítő, 1907.
- Arany János irodalomtörténete. Egyetemes Philológiai Közlöny, 1908.
- Tinódi Sebestyén. Budapest, 1912. 229 p. 11 t.
- Báró Jósika Miklós. 1794-1865. Budapest, 1916. 451 p. 7 t. Online
- Erdélyi arcképek és képek. Kolozsvár, 1926. 115 p.
- Verses görög regények és regék a régi magyar irodalomban. Szeged, 1926. 23 p.
- Magyar történeti tárgyú szépirodalom, Budapest, 1927 (A Magyar Történettudomány Kézikönyve)
- Magyar irodalmi hatás Shakespeare költészetében. Irodalomtörténet, 1929.
- XVI. századbeli magyar költők művei, 1566-1577. Budapest, 1930. Online

## Szakirodalom
- Monok István: Dézsi Lajos kézirathagyatéka. Régi könyvek és kézirataink katalógusai, Hungaria, Szeged, 1989
- Magyar Történeti Életrajzok, Báró Jósika Miklós, MEK
- Dézsi Lajos: Szenczi Molnár Albert, MEK
- Dézsi Lajos: Tinódi Sebestyén, MEK
- http://real.mtak.hu/32975/1/Monok_Dezsi_Lajos_szakirod_1993.pdf